# Ballinamallard United F.C.
Ballinamallard United F.C. – północnoirlandzki klub piłkarski, grający w NIFL Championship, mający siedzibę w mieście Ballinamallard na zachodzie kraju.

## Historia
Klub został założony w 1975 roku jako Ballinamallard United F.C.. Przeważnie występował w trzeciej lidze mistrzostw Irlandii Północnej. Sezon 2002/03 zakończył na pierwszym miejscu w Second Division i po raz pierwszy awansował do drugiej ligi. W debiutanckim sezonie 2003/04 zespół utrzymał się w First Division, ale w następnym sezonie 2004/05 zajął ostatnie 12. miejsce w Intermediate League First Division i spadł do trzeciej ligi. W sezonie 2005/06 zajął drugie miejsce w Intermediate League Second Division i powrócił do drugiej ligi. Końcowe przedostatnie 11. miejsce w sezonie 2006/07 w Division One decydowało o spadku z powrotem do trzeciej ligi. Po zakończeniu sezonu 2007/08 zajął trzecie miejsce w Division Two i ponownie wrócił do drugiej ligi. Po zakończeniu sezonu 2011/12 zespół zajął pierwsze miejsce w IFA Championship 1 i po raz pierwszy zdobył awans do pierwszej ligi.

## Sukcesy

### Trofea międzynarodowe
Nie uczestniczył w rozgrywkach europejskich (stan na 31-05-2012).

### Trofea krajowe
| \| \| Zdobyte trofea w rozgrywkach Irlandii Północnej (stan na: 31-05-2012) \| |                                                                       |      |          |
| Rozgrywki                                                                      | Osiągnięcie                                                           | Razy | Sezon(y) |
| Mistrzostwo                                                                    | I miejsce                                                             | 0    |          |
| Mistrzostwo                                                                    | II miejsce                                                            | 0    |          |
| Mistrzostwo                                                                    | III miejsce                                                           | 0    |          |
| Mistrzostwo                                                                    | ? miejsce                                                             | 1    | 2012     |
| Puchar                                                                         | zdobywca                                                              | 0    |          |
| Puchar                                                                         | finalista                                                             | 1    | 2019     |
| Puchar                                                                         | 1/4 finału                                                            | 1    | 2011     |
| Puchar Ligi                                                                    | zdobywca                                                              | 0    |          |
| Puchar Ligi                                                                    | finalista                                                             | 0    |          |
| Puchar Ligi                                                                    | 1/4 finału                                                            | 1    | 2010     |
| II liga                                                                        | I miejsce                                                             | 1    | 2012     |
| II liga                                                                        | II miejsce                                                            | 0    |          |
| II liga                                                                        | III miejsce                                                           | 0    |          |
| Irlandia Północna                                                              | Zdobyte trofea w rozgrywkach Irlandii Północnej (stan na: 31-05-2012) |      |          |

- Irish League Second Division / Intermediate League Second Division (D3):
  - mistrz (1x): 2002/03
  - wicemistrz (1x): 2005/06
- Irish Intermediate Cup:
  - zdobywca (1x): 1994/95
- Fermanagh & Western Intermediate Cup:
  - zdobywca (1x): 2010/11
- Mulhern Cup:
  - zdobywca (1x): 1989/90
- Irish Youth Cup:
  - zdobywca (2x): 2002, 2006

## Stadion
Klub rozgrywa swoje mecze domowe na stadionie Ferney Park w Ballinamallard, który może pomieścić 2,000 widzów.